# NXT UK TakeOver
NXT UK TakeOver es una serie de eventos producidos por la empresa de lucha libre profesional WWE. El evento es exclusivo de la marca NXT UK. El primer evento fue anunciado oficialmente por Triple H, el 24 de noviembre de 2018, por YouTube en el canal de la WWE, anunciando que será NXT UK TakeOver: Blackpool, teniendo lugar el 12 de enero de 2019, en Blackpool, Inglaterra y fue  emitido en vivo por WWE Network.

## Fechas y lugares
| Evento                        | Fecha                | Lugar                 | Estadio                  | Asistencia | Evento principal          |
| ----------------------------- | -------------------- | --------------------- | ------------------------ | ---------- | ------------------------- |
| NXT UK TakeOver: Blackpool    | 12 de enero de 2019  | Blackpool, Inglaterra | Empress Ballroom         | 3.000      | Pete Dunne vs. Joe Coffey |
| NXT UK TakeOver: Cardiff      | 31 de agosto de 2019 | Cardiff, Gales        | Motorpoint Arena Cardiff | 3.600      | WALTER vs. Tyler Bate     |
| NXT UK TakeOver: Blackpool II | 12 de enero de 2020  | Blackpool, Inglaterra | Empress Ballroom         | 3.000      | WALTER vs. Joe Coffey     |

## Resultados

### NXT UK TakeOver: Blackpool
NXT UK TakeOver: Blackpool tuvo lugar el 12 de enero de 2019 desde el Empress Ballroom en Blackpool, Inglaterra, siendo el primer evento TakeOver de la división del Reino Unido, transmitido en vivo por WWE Network. Los temas oficiales del evento fueron "Doomsday" de Architects y "Fight Fire With Fire" de The Prodigy feat. Ho99o9.

#### Resultados
En paréntesis se indica el tiempo de cada combate:
- Grizzled Young Veterans (James Drake & Zack Gibson) derrotaron a Moustache Mountain (Trent Seven & Tyler Bate) y ganaron el inaugural Campeonato en Parejas del Reino Unido de NXT. (23:45)[3]
  - Drake cubrió a Seven después de un «Ticket-to-Mayhem».
- Finn Bálor derrotó a Jordan Devlin. (11:45)[4]
  - Bálor cubrió a Devlin después de un «Coup de Grâce».
  - Originalmente, Devlin iba a luchar contra Travis Banks, pero no pudo luchar debido a que fue atacado por Devlin antes del evento y de la lucha.
- Dave Mastiff derrotó a Eddie Dennis en un No Disqualification Match. (10:50)[5]
  - Mastiff cubrió a Dennis después de un «Cannonball Senton» sobre una mesa.
- Toni Storm derrotó a Rhea Ripley y ganó el Campeonato Femenino del Reino Unido de NXT. (14:50)[6]
  - Storm cubrió a Ripley después de revertir un «Riptide» con un «Storm Zero».
- Pete Dunne derrotó a Joe Coffey y retuvo el Campeonato del Reino Unido de la WWE. (34:15)[7]
  - Dunne forzó a Coffey a rendirse con un «Finger Bend».
  - Después de la lucha, WALTER hizo su debut confrontando a Dunne.

### NXT UK TakeOver: Cardiff
NXT UK TakeOver: Cardiff tuvo lugar el 31 de agosto de 2019 desde el Motorpoint Arena Cardiff en Cardiff, Gales. Los temas oficiales del evento fueron "Brick by Brick" de Junior y "Hate You" de Boston Manor.

#### Resultados
En paréntesis se indica el tiempo de cada combate:
- Noam Dar derrotó a Travis Banks. (13:55)
  - Dar cubrió a Banks después de un «Nova Roller».
- Cesaro derrotó a Ilja Dragunov. (12:26)
  - Cesaro cubrió a Dragunov después de un «Neutralizer».
  - Después de la lucha, ambos se dieron la mano en señal de respeto.
- South Wales Subculture (Mark Andrews & Flash Morgan Webster) derrotaron a Grizzled Young Veterans (James Drake & Zack Gibson) (c) y Gallus (Wolfgang & Mark Coffey) y ganaron el Campeonato en Parejas del Reino Unido de NXT. (20:17)
  - Webster cubrió a Gibson después de un «Shooting Star Press» de Andrews.
- Joe Coffey derrotó a Dave Mastiff en un Last Man Standing Match. (16:03)
  - Coffey ganó la lucha después de que Mastiff no fuera capaz de responder antes de la cuenta de diez luego que ambos cayeron sobre una mesa.
- Kay Lee Ray derrotó a Toni Storm y ganó el Campeonato Femenino del Reino Unido de NXT. (9:52)
  - Ray cubrió a Storm después de un «GTK».
- WALTER derrotó a Tyler Bate y retuvo el Campeonato del Reino Unido de la WWE. (42:12)
  - WALTER cubrió a Bate después de un «Lariat».
  - Después de la lucha, WALTER celebró con los demás miembros de Imperium.
  - Esta lucha fue calificada con 5.25 estrellas por el periodista Dave Meltzer, siendo así el primer combate de NXT UK en obtener una calificación más de 5 estrellas por el Wrestling Observer, y el tercero en la historia de NXT.

### NXT UK TakeOver: Blackpool II
NXT UK TakeOver: Blackpool II tuvo lugar el 12 de enero de 2020 en el Empress Ballroom en Blackpool, Inglaterra.

#### Resultados
En paréntesis se indica el tiempo de cada combate:
- Eddie Dennis derrotó a Trent Seven. (8:15)
  - Dennis cubrió a Seven después de un «Next Stop Driver».
- Kay Lee Ray derrotó a Toni Storm y Piper Niven y retuvo el Campeonato Femenino del Reino Unido de NXT. (13:10)
  - Ray cubrió a Niven después de un «Frog Splash» de Storm.
- Tyler Bate derrotó a Jordan Devlin. (22:25)
  - Bate cubrió a Devlin después de un «Diving Corkscrew».
- Gallus (Wolfgang & Mark Coffey) derrotaron a Imperium (Fabian Aichner & Marcel Barthel), Grizzled Young Veterans (James Drake & Zack Gibson) y South Wales Subculture (Mark Andrews & Flash Morgan Webster) en un Ladder Match y retuvieron el Campeonato en Parejas del Reino Unido de NXT. (25:00)
  - Gallus ganaron la lucha después de que ambos descolgaran los campeonatos.
- WALTER derrotó a Joe Coffey y retuvo el Campeonato del Reino Unido de la WWE. (27:30)
  - WALTER forzó a Coffey a rendirse con un «Bidging Crossface».
  - Durante la lucha, Alexander Wolfe intervino a favor de WALTER, mientras que Ilja Dragunov intervino a favor de Coffey.
  - Después de la lucha, The Undisputed Era atacó a Imperium.